# Michael Scott
Michael Scott (ur. 28 września 1959 w Dublinie) – irlandzki pisarz.

## Twórczość
Michael Scott w ciągu 25 lat napisał ponad 100 książek. Jest autorem opowiadań i powieści dla dorosłych, młodzieży i dzieci, w tym wielu z gatunku science fiction, fantasy, tradycji ludowych oraz romansów. Jego pierwsza książka (inspirowana jego fascynacją mitologią irlandzką) Irish Folk and Fairy Tales v.1 została opublikowana w 1983 roku i stała się częścią trylogii dokumentującej dużą liczbę opowieści ludowych (część z nich była przekazywana tylko ustnie). Trylogia Irish Folk and Fairy Tales jest plonem rozlicznych podróży Scotta.
W recenzji książki The De Danann Tales „The Irish Times” nazwał go „Królem Fantasy z Wysp”. W skład serii The De Danann Tales miało wchodzić pięć książek, jednak znalazły się w niej tylko trzy. Dwa nigdy nieopublikowane tytuły to Sealord i Overlord.
Alchemik, pierwsza książka z serii Sekrety nieśmiertelnego Nicholasa Flamela, znalazła się na drugim miejscu listy bestsellerów „New York Timesa”. Druga książka z serii – Mag – na tej samej liście zajęła czwarte miejsce. Seria została jak dotąd wydrukowana w 20 językach i w 37 krajach.

### Dla dzieci
- The Piper’s Ring (1992)
- Fungie and the Magical Kingdom (1994)

### Dla młodzieży

#### Fantasy
- Tales from the Land of Erin 1: A Bright Enchantment (1985)
- Tales from the Land of Erin 2: A Golden Dream (1985)
- Tales from the Land of Erin 3: A Silver Wish (1985)
- The De Danann Tales 1: Windlord (1991)
- The De Danann Tales 2: Earthlord (1992)
- The De Danann Tales 3: Firelord (1994)
- Alchemik: Sekrety nieśmiertelnego Nicholasa Flamela (2007, w Polsce w 2008)
- Mag: Sekrety nieśmiertelnego Nicholasa Flamela (2008, w Polsce w 2009)
- Czarodziejka: Sekrety nieśmiertelnego Nicholasa Flamela (2009, w Polsce w 2010)
- Nekromanta: Sekrety nieśmiertelnego Nicholasa Flamela (2010)
- Wiarołomca: Sekrety nieśmiertelnego Nicholasa Flamela (2011)
- Wiedźma: Sekrety nieśmiertelnego Nicholasa Flamela (2012)

#### Opowieści ludowe
- Song of the Children of Lir (1983)
- Children of Lir (1986)
- The Quest of the Sons (1988)
- Green and Golden Tales: Irish Hero Tales (1988)
- Green and Golden Tales: Irish Fairy Tales (1988)
- Green and Golden Tales: Irish Animal Tales (1989)
- Saint Patrick (1990)
- Last of the Fianna (1992)
- Magical Irish Folk Tales (1995)

#### Przygodowe
- Judith and The Traveller (1991)
- Judith and Spider (1992)
- Good Enough for Judith (1994)

#### Ilustrowane
- The Story of Ireland (1990)

### Dla dorosłych

#### Horrory
- Banshee (1990)
- Image (1991)
- October Moon (1992)
- House of the Dead (1993)
- Reflection (1993)
- Imp (1993)
- The Hallows (1995)
- Vampyre (1995)
- Wolf Moon (1995)
- 19 Railway Street (1996)
- Vampyres of Hollywood (2008)

#### Fantasy
- A Celtic Odyssey (1985)
- Tales of the Bard 1: Magician’s Law (1987)
- Tales of the Bard 2: Demon’s Law (1988)
- Tales of the Bard 3: Death’s Law (1989)
- The Arcana 1: Silverhand (1996)
- The Arcana 2: Silverlight (1996)
- Etruscans (2000)
- The Culai Heritage (2001)

#### Opowieści ludowe
- Irish Folk & Fairy Tales 1 (1983)
- Irish Folk & Fairy Tales 2 (1983)
- Irish Folk & Fairy Tales 3 (1984)
- Magical Irish Folk Tales (1985)
- The Navigator (1988)
- Irish Folk & Fairy Tales Omnibus (1989)
- River Gods (1991)
- Irish Myths and Legends (1992)
- Irish Ghosts & Hauntings (1994)

#### Przygodowe
- The Quiz Master (2004)[potrzebny przypis]

#### Science fiction
- The Merchant Prince (200)

#### Literatura faktu
- The Book of Celtic Wisdom (1999)
- Celtic Wisdom for Business (2001)
- Who Wants to Be a Millionaire? (2001)
- Ireland (2004)

#### Ilustrowane
- Ireland – a Graphic History (1995)

### Jako Anna Dillon
- Seasons (1988)
- Another Time, Another Season (1989)
- Season’s End (1991)
- Lottery (1993)
- Lies (1998)
- The Affair (2004)
- Consequences (2005)